# CIT 11
 (mai 2022).
Désignations
CIT 11 est une supergéante rouge de la constellation du Cygne. Elle a été découverte en 1957 par Víctor Manuel Blanco et Jason John Nassau lors d'une étude infrarouge de 60 étoiles de type spectral M. Selon la mesure annuelle de sa parallaxe par le satellite Gaia, l'étoile se situe à 2387 parsecs, soit 7785 années-lumière.

## Caractéristiques
CIT 11 est aussi une étoile variable à longue période ainsi qu'une étoile froide. Elle produit une source infrarouge particulièrement lumineuse. Selon une étude de la base de données du ISO/SWS par l'astronome Sacha Hony, CIT 11 serait entourée d'une grande structure poussiéreuse. Cette structure serait composée de poussières millimétriques ainsi que de poussières centimétriques qui émettent des émissions infrarouges d'une longueur d'onde comprise entre 10 et 40 µm.